# 已知最快时间
已知最快时间（英語：Fastest Known Time，FKT）是跑步或远足路线的速度记录。 它与马拉松世界纪录等大多数耐力运动比赛不同，是一项自发组织、可以单独或小组形式进行的纪录。 FKTs在适合直通远足或超级马拉松山径越野跑的长径广受欢迎，例如：阿帕拉契小径、奔宁步道 和约翰·缪尔步道。

## 历史
长期以来，著名步径一直都存在一些非正式、且未经验证的速度记录，但各种手持GPS设备（如GPS手表或个人定位信标）的发明问世，使得在穷乡僻壤也能更轻松和可靠地收集情报，并比较路线上的最快时间。
现代FKT运动（FKT movement）由美国户外运动爱好者皮特·巴克温（Pete Bakwin）和巴兹·伯勒尔（Buzz Burrell），在他们创立的跟踪网站（fastestknowntime.com）上进行编集，他们在2000年创造出“FKT”一词。 由于COVID-19大流行导致越野赛被取消，使FKT的人气呈爆炸式增长。
由于FKT仍未有正式的认证机构，所以巴克温和伯勒尔的网站充当着非正式的仲裁者，他们有时要求参与者提供额外的认证，例如照片及预告尝试记录。

## 类别
Fastestknowntime.com以三种方式跟踪速度记录：
- Unsupported（无支援）：运动员不能得到外人的任何支援，必须提前携带所有补给品，自然环境可以获得的水除外。
- Self-supported（自助支援）：运动员可以得到外人的支援，但必须是其他所有人也可以获得相同的支援，例如可以在酒店睡觉，但不能在自己朋友家睡觉。
- Supported（全支援）：运动员可以得到任何形式的支援，除了运动中的身体帮助。